# عصمت رشيد
عصمت رشيد (30 نوفمبر 1948 - 24 نوفمبر 2024) هو مغني وملحن سوري.

## حياته
ولد في حي الصالحية بدمشق. عضو بجمعية الملحنين والتي مقرها فرنسا والقاهرة إضافة إلى مشاركته في أعمال تلفزيونية وسينمائية. حياته الفنية لم تكن سهله حسب ما قال بدأت رحلته مع الإذاعة السورية، حيث قدم أكثر من 220 عملًا ما بين الإذاعة والتلفزيون. عاش عصمت رشيد فترة مهمة من حياته في مصر، التي كانت بمثابة بوابة له نحو الجمهور العربي الأوسع. عاش في مصر قرابة 14 سنة، وتم تصنيفه في سوريا ومصر مطربا وملحنا من الدرجة الأولى.

## أعماله الفنية
- مدام دبليو.
- أعقل المجانين (مسلسل).
- صيد الرجال (فيلم).
- مسلسل الفراري.
- فيلم أبو عنتر بوند.
- مسلسل عريس الهنا[1984].
- "السفينة".
- "عائلة فهيم".
- "يوميات ظريفة".
- "على رأي المثل".
- "عائلة فهيم".

عانى في الأشهر الأخيرة من حياته بمشكلات صحية، فأُجريت له على إثرها جراحة زراعة شبكات قلبية. ابتعد الفنان عصمت رشيد عن الأضواء بسبب ظروفه الصحية.

## وفاته
توفي في يوم الأحد 23 جمادى الأولى 1446هـ الموافق 24 تشرين الثاني 2024 ميلادي. صُلي عليه يوم الاثنين عقب صلاة العصر في جامع لالا باشا في شارع بغداد مقابل نقابة الفانيين السوريين في دمشق، ودفن في مقبرة نبي الله ذو الكفل في منطقة المهاجرين.

## وصلات خارجية
- عصمت رشيد على موقع IMDb (الإنجليزية)
- عصمت رشيد على موقع قاعدة بيانات الأفلام العربية